# برادران (کشتی)
برادران (کشتی) (به انگلیسی: The Brothers (ship)) یک کشتی بود.